# Gertrud Prellwitz
Gertrud Prellwitz (née le 5 avril 1869 à Tilsit, morte le 13 septembre 1942 à Küb) est une écrivain allemande.

## Biographie
Gertrud Prellwitz est la fille d'un maître charpentier. Elle grandit à Königsberg. Elle suit le séminaire à Droyßig et devient institutrice à Königsberg en 1888. En 1895, elle s'installe à Berlin et suit l'enseignement magistral en théologie et en histoire de la littérature à l'université Humboldt.
En 1904, elle entretient une relation proche avec le peintre Fidus, dont l'épouse Elsa Knorr est une grande amie. Elle s'installe avec la famille en 1904 au lac de Walenstadt, en 1905 à Szklarska Poręba et en 1908 à Woltersdorf. En 1911, elle s'engage avec le St.-Georgs-Bundes. La vision du monde de l'association est un mélange d'idéalisme kantien et de croyances des Chrétiens allemands et du Mouvement völkisch, mais aussi du Lebensreform. Pendant la Première Guerre mondiale, elle publie des textes pour soutenir l'Allemagne.
Après la guerre, Prellwitz conserve ses idées nationalistes. Elle part à Oberhof, dans la forêt de Thuringe, où elle crée sa maison d'édition pour publier ses textes. En 1933, elle vit à Bad Blankenburg. Elle se félicite de l'arrivée de Hitler au pouvoir. Cependant les nazis montrent de l'indifférence pour son œuvre. En 1938, malgré sa popularité auprès du Jugendbewegung, son roman Drude lui vaut d'être inscrite dans la liste des auteurs interdits.

## Œuvre
- Oedipus oder Das Rätsel des Lebens. Tragédie. Freiburg i. Br. 1898
- Zwischen zwei Welten. Essai. Woltersdorf bei Erkner-Berlin 1899 (1901)
- Weltfrömmigkeit und Christentum, Freiburg i. Br. 1901
- Michel Kohlhas. Trauerspiel. Freiburg i. Br. 1905
- Der religiöse Mensch und die moderne Geistesentwicklung. Berlin 1905
- Vom Wunder des Lebens. Poésie. Iéna 1909
- Seine Welt, Woltersdorf bei Berlin 1911
- Die Legenden vom Drachenkämpfer. Poésie. Woltersdorf bei Erkner-Berlin 1912
- Die Tat!. Drame sur la convention de Tauroggen. Woltersdorf b. Erkner-Berlin 1912
- Wie wir es schaffen, Woltersdorf 1914
- Durch welche Kräfte wird Deutschland siegen?. Conférence religieuse. Iéna 1915
- Der Kaisertraum. Pièce. Woltersdorf 1916
- Von der schaffenden Liebe des Lichts in uns. Neuf lettres. Woltersdorf 1917
- Vier Volksspiele. 1919
- Weltsonnenwende, Woltersdorf b. Erkner 1919
- Drude. Trois tomes. Woltersdorf bei Erkner 1920 - 1926
  - 1  Vorfrühling. Ein Spiel (1920)
  - 2. Neue Zeit. Den jungen Gottsuchern gewidmet. 1923
  - 3. Flammenzeichen, 1926
- Mein Bekenntnis zu Muck-Lamberty, Oberhof im Thür. Wald 1921
- Deutschland! Deutschland! Die Gefangenen. Deux tomes. Oberhof 1921
  - 1. Frühling.
  - 2. Weihnachten.
- Das Deutschlandlied. Oberhof im Thür. Wald 1921
- Vom heiligen Frühling. Oberhof i. Thür. Wald
- Gottesstimmen. Poésie. Oberhof im Thür. Wald 1921
- Das Osterfeuer. Oberhof im Thür. Wald 1921
- Ruth. Erzählung. Oberhof im Thür. Wald 1921
- Was der Mensch säet, das wird er ernten. Oberhof im Thür. Wald 1921
- Schaffende. Nouvelle. Oberhof im Thüringer Wald 1922
- Vom Frühlingsschaffen. 1923
- Ein heiteres Märchenspiel, Oberhof im Thür. Wald 1923
- Des Deutschen Willens Weg, Oberhof im Thür. Wald 1923
- Des Deutschen Willens Ziel, Oberhof i. Thür. Wald 1923
- Der lebendige Quell. Oberhof im Thür. Wald 1924
- Baldurs Wiederkehr. Oberhof im Thüringer Wald 1924
- Sonne über Deutschland!. Roman. Oberhof i. Thür. Wald 1926
- Das eigene Ich. Roman. Oberhof im Thür. Wald 1928
- Das Geheimnis hinter Liebe und Tod. Trois nouvelles. Stuttgart 1929
- Meine Kindheitserinnerungen. In: Ostdeutsche Monatshefte, Heft 10. 1929/1930
- Lebensanfänge. Souvenirs d'enfance et de jeunesse. Oberhof im Thüringer Walde 1930
- Treue. Roman. Oberhof im Thür. Walde 1930
- Die Kastanienkönigin. Oberhof 1931
- Pfingstflammen. Roman. Oberhof 1932
- Maienspiel, Oberhof 1933
- Die letzte Wala. Bad Blankenburg 1935